# 圣若昂巴普蒂斯塔 (维迪堡)
圣若昂巴普蒂斯塔是葡萄牙波塔莱格雷区的一个堂区。总面积76.11平方公里，总人口1034人，人口密度13.6人/平方公里。